# 第40回読売新聞社杯全日本選抜競輪
第40回読売新聞社杯全日本選抜競輪は、2025年2月21日～24日まで、豊橋競輪場にて行われた競輪のGI競走である。優勝賞金は4,190万円（副賞込み）。
大阪・関西万博協賛 第40回読売新聞社杯全日本選抜競輪の名称で開催された。

## 決勝戦

### 競走成績
- 2月24日（月・休）第12レース[2][3][4][5]
- 誘導員…笠松信幸（愛知）[6]

| 着  | 番 | 選手名   | 齢 | 府県 | 期別 | 班 | 着差   | 上り | 決ま り手 | S/J H/B | 個人 状況 |
| --- | -- | -------- | -- | ---- | ---- | -- | ------ | ---- | --------- | ------- | --------- |
| 1   | 9  | 脇本雄太 | 35 | 福井 | 94   | S  |        | 11.7 | 差し      |         |           |
| 2   | 7  | 寺崎浩平 | 31 | 福井 | 117  | 1  | 1身1/2 | 12.0 | 捲り      |         |           |
| 3   | 3  | 深谷知広 | 35 | 静岡 | 96   | 1  | 3/4輪  | 12.0 |           |         |           |
| 3.5 |    |          |    |      |      |    |        |      |           |         |           |
| 4   | 2  | 吉田拓矢 | 29 | 茨城 | 107  | 1  | 1身    | 12.5 |           | S       |           |
| 5   | 6  | 村田雅一 | 40 | 兵庫 | 90   | 2  | 3/4身  | 12.3 |           |         |           |
| 6   | 4  | 南修二   | 43 | 大阪 | 88   | 1  | 3/4身  | 12.5 |           |         |           |
| 7   | 1  | 古性優作 | 34 | 大阪 | 100  | S  | 微差   | 12.6 |           |         |           |
| 8   | 8  | 三谷将太 | 39 | 奈良 | 92   | 1  | 1/2身  | 12.0 |           |         |           |
| 9   | 5  | 眞杉匠   | 26 | 栃木 | 113  | S  | 大差   | 14.5 |           | JHB     |           |

### 配当金額
| 5=6 | 2,010円 | (10) |

| 7=9 | 1,300円 | (15) |
| 3=9 | 380円   | (4)  |
| 3=7 | 1,350円 | (17) |

| 6-5 | 2,820円 | (19) |

| 7=9 | 3,260円 | (13) |

| 3=7=9 | 5,970円 | (022) |

| 9-7 | 4,010円 | (22) |

| 9-7-3 | 27,210円 | (100) |

### レース概略
近畿勢が6人勝ち上がったことで並びが注目されたが、古性は別線を選択したことで、寺崎 - 脇本の福井コンビに三谷が、古性 - 南の大阪コンビに村田が、それぞれつける形で3対3に分かれた。ほか、眞杉 - 吉田の栃茨関東ラインと、豊橋が元ホームバンクで単騎の深谷とで、レースは4分戦。3.4ｍの強風の中で行われた。
前受けの眞杉が突っ張って、残り2周で誘導が退避し、古性は3番手に収まる。後方では赤板2センターで深谷が9番手から内を突いて寺崎をどかし、すっぽり1車分空いていた6番手をキープした所で残り1周。縦一本の隊列から、最終2角で7番手の寺崎がロング捲りを放ち、先行する眞杉の番手から吉田も車間を切って発進。その後ろの古性は吉田に併せられ進まず。眞杉以外の「8車凝縮」の状態で最後の直線を迎える。
先頭を行く最内の吉田を、寺崎が30ｍ線の手前でなんとか捉え切る。しかし、少し離れながらの寺崎追走から外に持ち出していた脇本が、間もなく交わしてイエローライン沿いに勢い良く豪快にゴールイン。15年前にGIIIを初制覇した地で、史上初の7冠'グランプリスラマーに輝いた。
2着には、寺崎が残った。寺崎は3大会連続のGI優出であったが前走・前々走はともに大差の9着であったことから車券は売れておらず、ラインで決着ながら2車単は4,010円と高配当となった。3着には、周回で脚を使いながらも脇本を追って外を踏んだ深谷が入った。

## 特記事項
- 豊橋でのGI開催は、清水裕友が制覇した2020年の同大会以来5年ぶり2回目（次回は熊本で開催される）。なお、本年は4月のオールガールズクラシック（ガールズ・岐阜）・5月の日本選手権競輪（名古屋）と中部地区で年度跨ぎの3節連続でGIが開催された。

- 今大会のキャッチフレーズは、「情熱の祭典 ビバ！！ 豊橋けいりん」。開催のポスターは、前回豊橋で行われた2020年同様に地元豊橋市出身の漫画家佐野妙が作成した。

- 今開催は、多くのイベント・ファンサービスが組まれていた[15]。特に、最終日の24日には事前抽選制を実施して地元豊橋出身の松平健によるスペシャルライブショー[注 1]が行われた[16]。なお、松平は表彰式でのプレゼンターも担当[17][18]。

- 初日の開会式での選手宣誓は、地元中部地区の代表として浅井康太が行った[19]。

- 2日目のスタールビー賞の表彰式での花束贈呈は、元ガールズケイリン選手の鈴木咲香が務めた。なお、全日全レースともに勝利者インタビューがバンク内で行われたが、インタビューは決勝戦（閉会式）を除いていずれもフェンス手前、ほぼファンの目の前で行われた。

- シリーズ全体の目標額は103億円[20]であったが、シリーズ4日間全体の総売上は前年比1.4%増の105億677万4200円[21]で、目標額を上回った。なお、各日ごとの入場者数・売上額は、初日入場2,226人・売上22億1204万2400円[22]、2日目入場3,511人・売上21億7020万5000円[23]、3日目入場5,739人・売上25億3312万8200円[24]、最終日入場5,913人・売上35億9139万8600円[25]。また、全日本選抜競輪の売上が105億円を超えたのは2013年の第28回大会（松山）以来12年ぶりだった。

### 放送関係
- 地上波の決勝戦中継は最終日の15:50 - 16:45[注 2]に、「坂上忍の勝たせてあげたいTV 第40回読売新聞社杯全日本選抜競輪（GI）決勝戦」《日本テレビ系列全国ネット・TVerでも同時&見逃し配信を実施》を放送[26]。なお、今回をもって進行の宇垣美里は降板となった。ゲストは水谷隼、豊橋現地からの解説は中野浩一、実況は橋本悠督。

### 競走データ
- 2024年のKEIRINグランプリ2024シリーズより使用されているユニフォームを着用して行われた、最初のGIとなった[27]。

- 同年12月25日に出場選手（正選手108名・補欠8名）が決定となった[28]。

- S級S班の9選手は今年も全選手が出場予定だったが、2月4日に北井佑季のドーピング違反[29]によるあっせん保留によるその他欠場が発表された[30]。のちに、北井は開催終了後の27日に史上初のS級S班からの除外処分を受けた[31]。なお、出場していた選手のうち、清水裕友と平原康多は2日目の二次予選で、郡司浩平と岩本俊介と犬伏湧也[注 3]と新山響平は3日目の準決勝でそれぞれ敗退となった。

- 今回もナショナルチームの選手は、小原佑太（一次予選敗退）と山崎賢人（準決勝敗退）を除いて同チームでの活動を優先して欠場の扱いとなった[注 4]。

- 今大会は地元愛知から唯一出場予定であった藤井侑吾が17日に病気欠場したため[32]、前年の第33回寬仁親王牌・世界選手権記念トーナメント（弥彦）[注 5]以来となる地元勢不在のGIとなった。

- 今大会でGI初出場を果たしたのは、久島尚樹のみ。

- 山崎芳仁が今大会で読売新聞社杯全日本選抜競輪連続20回出場を達成し、開会式にて表彰された[33]。

- 二次予選から12人全員が勝ち上がったことで、準決勝の3個レースすべて近畿勢が4人ずつの構成となった[34]。なお、決勝にはそのうち6人が進出した[35]。

- 準決勝10Rで先行した中釜章成は、暴走（敢闘精神の欠如）[注 6]で失格となった。暴走による失格は先頭誘導員早期追い抜きなどと同様に悪質失格と見做されるため、中釜は即日あっせん保留の手続きが取られた（のち、あっせん停止の処分が下される見通し）[注 7]。また、ルール改正後の暴走による失格は2023年8月20日の西武園（第66回オールスター競輪）最終日第11レース決勝での吉田拓矢[36]以来3人目。

- 今回がGI初優出となったのは、村田雅一と三谷将太。また、古性優作は4年連続の、南修二は2年連続の、全日本選抜競輪決勝戦進出となった。ほか、寺崎浩平は前年の寬仁親王牌、競輪祭とで3大会連続のGI決勝戦進出となった。

- 山口富生が最終日第2レース（一般）で55歳1か月18日にて勝利し、自身が持つGI最年長出場記録と最年長勝利記録を更新した。これまでの記録は前年11月24日の競輪祭最終日で挙げた54歳10か月18日であったが、この日の勝利で92日更新した[37]。

- 優勝した脇本雄太は、史上5人目（現行のGI6タイトルとしては3人目）のグランドスラムを達成。グランドスラム達成者としては2番目に遅い16年9か月23日での達成であった[38]。また、脇本は既にKEIRINグランプリ2022も優勝しており、GPとGI6タイトル全制覇としては史上初となるグランプリスラムも達成した[39][40][41]。